# Cophyla tuberifera
Espèce
Synonymes
- Plethodontohyla tuberifera Methuen, 1920, "1919"
- Platypelis tuberifera (Methuen, 1920)

Statut de conservation UICN

 LC  : Préoccupation mineure
Cophyla tuberifera est une espèce d'amphibiens de la famille des Microhylidae.

## Répartition

Aire de répartition de Platypelis tuberifera.

Cette espèce est endémique de Madagascar. Elle se rencontre entre 400 et 1 200 m d'altitude entre le Sud du massif du Manongarivo dans la province d'Antsiranana et le massif d'Andringitra,.

## Description
Cophyla tuberifera mesure de 30  à   40 mm. Son dos varie du brun au jaune avec généralement une ligne médiane claire et parfois des taches sombres ou claires. Son ventre est blanchâtre. La peau de son dos est lisse. Les mâles ont un seul sac vocal.

## Publication originale
- Methuen, 1920 "1919" : Descriptions of a new snake from the Transvaal, together with a new diagnosis and key to the genus Xenocalamus, and of some Batrachia from Madagascar. Proceedings of the Zoological Society of London, vol. 1919, p. 349-355 (texte intégral).